# Conor Lamb
Conor James Lamb (Washington, 27 giugno 1984) è un politico statunitense, ex membro della Camera dei Rappresentanti per lo stato della Pennsylvania dal 2018 al 2023.

## Biografia
Nato a Washington, Lamb crebbe nel sobborgo di Mount Lebanon e studiò giurisprudenza all'Università della Pennsylvania. Dopo essere divenuto avvocato, si arruolò in marina e lavorò nei JAG. Nel corso degli anni raggiunse il grado di maggiore e si occupò, tra i vari casi, del processo di un militare che aveva mentito su un caso di condotta sessuale inappropriata.
Dal 2014 lavorò anche all'interno del Dipartimento di Giustizia come assistente del procuratore. In queste vesti si occupò soprattutto di combattere l'epidemia di oppioidi in Pennsylvania, perseguendo duramente i colpevoli di crimini violenti legati al traffico di droga e a quello di armi.
Entrato in politica con il Partito Democratico, nel 2017 si candidò alla Camera dei Rappresentanti in un'elezione speciale indetta per assegnare il seggio del deputato dimissionario Tim Murphy, coinvolto in uno scandalo sessuale. Il distretto congressuale interessato da tale elezione risultava essere uno dei più favorevoli ai repubblicani in tutto lo stato della Pennsylvania: nel corso delle elezioni presidenziali dell'anno precedente Donald Trump aveva superato Hillary Clinton con un margine di circa venti punti percentuali in tale circoscrizione. Il sorprendente consenso ottenuto in campagna elettorale da Lamb e i riscontri favorevoli emersi dai sondaggi costrinsero i repubblicani a puntare ingenti risorse finanziarie a favore del candidato repubblicano Rick Saccone, avversario di Lamb in tale competizione, oltre a numerosi appelli a favore di Saccone da parte di Trump, Mike Pence e altri nomi di spicco del partito. Allo spoglio dei voti, Lamb risultò vincitore con un margine molto ristretto; dopo avere inizialmente annunciato la volontà di richiedere un riconteggio ufficiale dei voti, Saccone decise di abbandonare il proposito e concesse la vittoria a Lamb. Al termine delle procedure di spoglio, Lamb venne certificato vincitore con un margine di scarto pari a 755 voti e prestò giuramento al Congresso il 12 aprile 2018.
Nelle successive elezioni, a novembre del 2018, Lamb si candidò nel diciassettesimo distretto e sfidò il collega repubblicano in carica Keith Rothfus, riuscendo a sconfiggerlo e vincendo un mandato completo da deputato.
Lasciò la Camera dei rappresentanti alla fine del 117º Congresso per candidarsi infruttuosamente alla carica di senatore.
Conor Lamb si configura come democratico moderato.